# Armando Carito
Armando Carito (Palermo, 19 maggio 1894 – Libia, 3 settembre 1917) è stato un calciatore italiano, di ruolo centrocampista.

## Biografia
Era il fratello maggiore di Guido Carito e per questo noto anche come Carito I.
Morì in Libia durante la Grande Guerra.

## Carriera
Con la terza squadra del Milan Carito si aggiudicò il 28 maggio 1911 la Coppa Gorla, battendo in finale il Libertas per uno a zero.
Giocò nel Milan in Prima Categoria 1913-1914 collezionando la sua unica presenza in una gara ufficiale, Milan-Racing Libertas Club (5-1).